# Everything I'm Not
Everything I'm Not è un singolo del duo musicale australiano The Veronicas, pubblicato il 21 novembre 2005 come secondo estratto dal primo album in studio The Secret Life of....

## Descrizione
Scritta dalle sorelle Origliasso insieme a Rami, Lukasz Gottwald e Max Martin, con questi ultimi due che l'hanno anche prodotta, la canzone è stata pubblicata come secondo singolo del disco d'esordio in Australia e Nuova Zelanda.

## Video musicale
Il video musicale, diretto da Robert Hales, vede le due sorelle cantare insieme alla band e riprendersi con una videocamera mentre distruggono l'auto dell'ex fidanzato di una di loro. Il video termina con la polizia che sorprende la vicenda e con la fuga delle due.

## Tracce
CD single (Australia)
1. Everything I'm Not – 3:22
2. 4ever (Claude Le Gache extended vocal) – 7:16
3. 4ever (Mac Quayle Break Mix) – 7:17

CD single (Europa)
1. Everything I'm Not – 3:22
2. 4ever (Claude Le Gache extended vocal) – 7:16

Digital EP
1. Everything I'm Not (Jason Nevins Remix edit) – 3:31
2. Everything I'm Not (Claude Le Gache edit) – 3:59
3. Everything I'm Not (Claude Le Gache Mixshow) – 6:02

## Successo commerciale
La canzone debutta nella classifica australiana il 4 dicembre 2005 alla posizione numero 13, raggiungendo la settima posizione nel gennaio 2006 e trascorrendo otto settimane nella top ten. Il singolo è stato certificato disco d'oro per le oltre 35 000 copie vendute. In Nuova Zelanda entra in classifica alla posizione numero 10 rimanendovi per nove settimane, con l'ultima posizione alla numero 21. In Europa, Everything I'm Not ha raggiunto la posizione numero 3 nella classifica Ultratip delle Fiandre.

## Classifiche

### Classifiche settimanali
| Classifica (2005-06) | Posizione massima |
| -------------------- | ----------------- |
| Australia            | 7                 |
| Belgio (Fiandre)     | 53                |
| Nuova Zelanda        | 10                |

### Classifiche di fine anno
| Classifica (2006) | Posizione |
| ----------------- | --------- |
| Australia         | 48        |